# Worüber man nicht spricht
Worüber man nicht spricht ist ein deutsches Arztfilm-Melodram aus dem Jahre 1958 von Wolfgang Glück mit Hans Söhnker in der Hauptrolle.

## Handlung
Die hübsche, blonde Primanerin Monika Gruber und der adrette Maschinenbau-Student Martin Hesse haben sich auf der Wochenendparty des frisch verheirateten Ehepaars Peter und Christa Riek kennen- und lieben gelernt. Monika und Martin können sich nur heimlich treffen, da ihr Vater, der gestrenge Oberstudiendirektor Prof. Gruber, etwas dagegen hat, wenn seine Tochter mit fadenscheinigen Begründungen hin und wieder aus dem Haus verschwindet. Nach einer gemeinsamen Liebesnacht mit Martin passiert das, was eigentlich nicht geschehen sollte: Monika ist schwanger. Ihr Vater, der von seinem „Glück“, demnächst Opa zu werden, noch nichts ahnt, verlangt, als er von Monikas Liaison erfährt, von seiner Tochter, dass sie sich von Martin trennt. Jetzt endlich verrät Monika Martin von ihrem „süßen Geheimnis“. Der aber ist aus Karrieregründen alles andere als begeistert und verlangt daher, dass sie den bekannten Frauenarzt Dr. Brand aufsucht. Da Brand mit Gruber befreundet ist, hofft Martin, dass der Gynäkologe einen zu dieser Zeit (1958) noch unerlaubten Eingriff zwecks Abtreibung vornimmt. Brand ist jedoch ein gesetzeskonformer und verantwortungsbewusster Mediziner und lehnt daher Martins Ansinnen ab. Er hofft, mit väterlich-gütigem Zureden bei dem jungen Paar einen Sinneswandel hervorrufen zu können. Doch Monika will unter diesen Umständen keinesfalls Mutter werden.
So begibt sie sich in die „Obhut“ eines als Engelmacher berüchtigten Kurpfuschers, um den Fötus illegal abtreiben zu lassen. Ehe es zu dem verhängnisvollen Schritt kommen kann, bewahrt eine Fürsorgerin Monika davor. Als Monikas Vater von den Vorkommnissen erfährt, ist er außer sich und wirft seine Tochter kurzerhand aus dem Haus. In dieser Situation erweist sich Dr. Brand als Rettungsanker: Er kümmert sich um Monika und stellt sie bei sich als Sprechstundenhilfe ein. In der Klinik lernt sie die weitgehend schmerzfreie Geburt von Kindern hautnah kennen. Bald verliert Monika die Angst vor den Wochen, die vor ihr liegen. Martin, der in der Zwischenzeit ein Praktikum als Werkstudent absolvieren musste und daher nicht für Monika da sein konnte, erfährt bei seiner Rückkehr schließlich die gesamte Dramatik der letzten Tage. Es kommt zur Versöhnung zwischen den beiden Liebenden, und Martin freundet sich mit dem Gedanken an, Vater zu werden. Er entschließt sich dazu, sein Studium vorübergehend zu unterbrechen und als Schlosser zu arbeiten, um die werdende kleine Familie finanzieren zu können. Schließlich gelingt es Prof. Dr. Brand sogar Monikas grimmigen Vater wieder milde zu stimmen und die unabänderlichen Umstände mit Martin als seinen zukünftigen Schwiegersohn zu akzeptieren.

## Produktionsnotizen
Worüber man nicht spricht, gelegentlich auch mit dem Zweit- bzw. Untertitel Frauenarzt Dr. Brand greift ein versehen, entstand im Frühling 1958 und wurde am 24. September 1958 in Stuttgart uraufgeführt.
Adolf Rosen übernahm die Produktionsleitung, Curt Stallmach und Heinz Gieseke gestalteten die Filmbauten. Die Kostüme entwarf Margot Kohlschein.

## Kritik
Im Lexikon des Internationalen Films heißt es: „Kommerzprodukt, das zur sexuellen Aufklärung einen Spielfilmrahmen aufbietet, um darin gynäkologische Lichtbilder und Kurzfilme aus dem Kreißsaal unterzubringen.“